# Bataille des Centaures (Michel-Ange)
La Bataille des Centaures  (en italien : Battaglia dei centauri) ou le rapt de Déjanire ou bataille d'Hercule et des Centaures, est une œuvre de jeunesse de Michel-Ange, conservée à la Casa Buonarroti à Florence.

## Histoire
La première fois qu'il est fait mention de la Bataille des Centaures c'est dans une lettre écrite en 1527 par Giovanni Borromeo représentant de la maison Gonzague à Florence à Frédéric marquis de Mantoue, qui « voulait une œuvre de Michel-Ange à tout prix ». 
La Bataille des Centaures  est la deuxième pièce en bas-relief connue sculptée par Michel-Ange. Elle a été ciselée dans du marbre de Carrare pour Laurent de Médicis et était inachevé à la mort du prince. Selon le biographe de Michel-Ange Ascanio Condivi, le sujet lui aurait été suggéré par le poète Angelo Poliziano

## Description
Il s'agit d'une sculpture en haut-relief car les personnages se détachent beaucoup, haute de 84,5 cm et large de 90,5 cm d'une profondeur maximale de 15 cm. Dans le bas-relief de Michel-Ange le mélange dynamique des corps nus en lutte est privilégié et l'effet spatial annulé.

### Thème
Il s'agit d'une centauromachie,  une bataille de centaures,  celle précisément contre les Lapithes, opposant les protagonistes après le viol (au sens d'enlèvement) de femmes lapithes par des centaures.

## Analyse
Lorsque Michel-Ange réalise cette œuvre, il compléte sa formation dans l'atelier du sculpteur Bertoldo di Giovanni, ancien assistant de Donatello et conservateur de la collection de fragments de sculptures antiques des Médicis dans le petit jardin proche du couvent San Marco. La Bataille des centaures s'inspire de l'art antique : les bas-reliefs de Donatello étaient d'une grande subtilité et Bertoldo était passionné de sculpture romaine. Michel-Ange s'est peut-être aussi inspiré des nombreux camées antiques de la collection Médicis qui exploitent les infinies gradations du modelage en couches finement superposées. L'œuvre reflète l'étude par Michel-Ange de sarcophages de l'époque romaine tardive ainsi que du style de Giovanni Pisano, des reliefs en bronze de Bertoldo di Giovanni avec une bataille de chevaliers reprise d'un sarcophage du Camposanto di Pisa.
À remarquer que dans cette œuvre aucun corps équin n'est visible et seuls le sont des corps nus masculins.

## Sources
- (it) Cet article est partiellement ou en totalité issu de l’article de Wikipédia en italien intitulé « Battaglia dei centauri » (voir la liste des auteurs).